# Итишпес
Итишпе́с или Алако́ль (каз. Итішпес, Итішпестің Алакөлі) — бессточное солёное озеро к юго-западу от озера Балхаш на границе Балхашского района Алматинской области и Мойынкумского района Жамбылской области Казахстана. Во многоводные годы при превышении абсолютного уровня воды в озере Балхаш свыше 342,5 м соединяется с заливом Шемпек озера Балхаш. Средняя площадь акватории озера — около 230 км². Глубина — 0,5—1,0 м.